# Tangi Miller
Tangi Miller (Miami, 28 febbraio 1970) è un'attrice, modella e ballerina statunitense.

## Biografia
Miller nasce e cresce a Miami in Florida ed è la maggiore di 6 figli. Inizia a recitare in produzioni locali, ma non prevede di diventare attrice e si laurea in marketing alla Alabama State University. Dopo la laurea, decide di coltivare la sua passione per la recitazione e si laurea alla Università della California in "Belle arti". Studia al "Royal National Theatre" a Londra e allo "Alabama Shakespeare Festival".
Dopo essere apparsa nel 1996 nella serie della HBO Arli$$, nel 1998 entra nel cast fisso di Felicity nel ruolo di Elena Tyler. Nel 2002 partecipa, a fianco di Mekhi Phifer, nel film indipendente The Other Brother e ottiene il ruolo di protagonista nel film Leprechaun: Back 2 tha Hood.

## Filmografia

### Cinema
- Rhinos, regia di Randy Olson (1998)
- The Other Brother, regia di Mandel Holland (2002)
- Leprechaun: Back 2 tha Hood, regia di Steven Ayromlooi (2003)
- Forever Is a Long, Long Time, regia di Don Was - cortometraggio (2004)
- Riunione di famiglia con pallottole (Madea's Family Reunion), regia di Tyler Perry (2006)
- Love... & Other 4 Letter Words, regia di Steven Ayromlooi (2007)
- After School, regia di Walter Powell e Cliff Reed (2008)
- Hurricane in the Rose Garden, regia di Ime Etuk (2009)
- My Girlfriend's Back, regia di Steven Ayromlooi (2010)
- Drones, regia di Amber Benson e Adam Busch (2010)
- Fanaddict, regia di T.A. Williams (2011)

### Televisione
- Arli$$ – serie TV, episodio 3x13 (1998)
- Amanda Show (The Amanda Show) – serie TV, episodio 2x16 (2000)
- Playing with Fire, regia di Roy Campanella II - film TV (2000)
- The Enforcers – mini-serie TV (2001)
- Too Legit: The MC Hammer Story, regia di Artie Mandelberg - film TV (2001)
- The Shield – serie TV, episodio 1x09 (2002)
- Felicity – serie TV, 73 episodi (1998-2002)
- Fastlane – serie TV, episodio 1x02 (2002)
- The Twilight Zone – serie TV, episodio 1x13 (2002)
- Kim Possible – serie TV, episodio 1x15 (2002) - voce
- The District – serie TV, episodi 4x05 - 4x09 (2003)
- Class Actions, regia di Charles Haid - film TV (2004)
- The Division – serie TV, episodio 4x19 (2004)
- Phantom Force, regia di Christian McIntire - film TV (2004)
- Cold Case - Delitti irrisolti (Cold Case) – serie TV, episodio 2x01 (2004)
- A casa di Fran (Living with Fran) – serie TV, episodio 1x04 (2005)
- Half & Half – serie TV, episodio 4x10 (2005)

## Doppiatrici italiane
Nelle versioni in italiano delle opere in cui ha recitato, Tangi Miller è stata doppiata da:
- Fabiana Felici in Felicity
- Laura Boccanera in Cold Case - Delitti irrisolti